# Klemens (Weczeria)
Klemens, imię świeckie Ołeh Ołeksandrowycz Weczeria (ur. 16 sierpnia 1977 w Kijowie) – biskup Ukraińskiego Kościoła Prawosławnego Patriarchatu Moskiewskiego. 

## Życiorys
Absolwent wydziału biologii na Kijowskim Uniwersytecie Narodowym im. Tarasa Szewczenki (1999). W 2000 ukończył również seminarium duchowne w Kijowie. W 2003, będąc studentem Kijowskiej Akademii Duchownej, złożył wieczyste śluby mnisze przed przełożonym monasteru św. Jonasza i Trójcy Świętej w Kijowie archimandrytą Jonaszem, przyjmując imię Klemens na cześć św. papieża Klemensa. W tym samym roku został wyświęcony na hieromnicha. W latach 2005–2008 był przełożonym monasteru Przemienienia Pańskiego (eparchia kijowska). W 2007 obronił dysertację kandydacką. Rok później otrzymał godność archimandryty.  
W 2008 został prorektorem ds. pracy naukowej Kijowskiej Akademii Duchownej i seminarium duchownego w Kijowie, rok później otrzymał tytuł naukowy docenta. 20 lipca 2012 Święty Synod Ukraińskiego Kościoła Prawosławnego nominował go na biskupa irpieńskiego, wikariusza eparchii kijowskiej. Jego chirotonia biskupia odbyła się 23 lipca tego samego roku w cerkwi refektarzowej ławry Peczerskiej. Od 2014 jest redaktorem naczelnym oficjalnej strony kościelnej. 28 lipca 2017 r. został podniesiony do godności arcybiskupa. 21 grudnia tego samego roku, został ordynariuszem eparchii niżyńskiej i pryłuckiej. 17 sierpnia 2019 r. otrzymał godność metropolity.